# Photedes radiata
Photedes radiata là một loài bướm đêm trong họ Noctuidae.